# Parola sdrucciola
Nella terminologia grammaticale, una parola sdrucciola o proparossitona è una parola con accento tonico sulla terzultima sillaba, come tàvolo o èsile.
Nella lingua italiana le parole sdrucciole non hanno particolari proprietà; tuttavia sono collegabili a esse alcuni fenomeni notevoli:
- le parole sdrucciole  tendono a formare il plurale in -ci e -gi, cambiando la pronuncia dell'ultima consonante del tema da c o g "dura" a "molle"[2];
- anticamente gli aggettivi sdruccioli come umile, invece di perdere la -e finale per la formazione degli odierni avverbi in -mente (umilmente), formavano gli avverbi rimanendo inalterati (umilemente);
- nell'evoluzione linguistica italiana era diffusa la tendenza, tipica del fiorentino, alla geminazione postonica della prima consonante: ciò spiega sia l'evoluzione di alcune parole dal loro etimo latino publico > pùbblico, machina > màcchina o grafie antiquate come Affrica, sia la residua tendenza, tipica di alcune zone, a raddoppiare la consonante postonica in alcune parole sdrucciole, *accèllero anziché il corretto accèlero (in quest'ultimo caso la tendenza è presente anche per la presenza di un accento secondario sulla prima -e- come in *accèllerazióne).